# Hulett C. Smith
Hulett Carlson Smith (21 de Outubro de 1918 - 15 de Janeiro de 2012) trabalhou como 27º Governador da Virgínia Ocidental de 1965 a 1969.

## Biografia
Filho do congressista da Virgínia Ocidental Joe L. Smith, Hulett C. Smith nasceu em Beckley, Virgínia Ocidental. Smith frequentou escolas públicas no Condado de Raleigh e graduou-se com mérito na Universidade Wharton da Pensilvânia de Finanças e Administração, onde formou-se em economia. Após sua graduação na Universidade Wharton, Smith trabalhou no ramo de seguros e na estação de rádio da sua família. Durante a Segunda Guerra Mundial serviu na Marinha dos Estados Unidos, atingindo a patente de tenente e finalmente, tornou-se um Tenente Comandante da Reserva da Marinha dos Estados Unidos.
Ativo em serviço comunitário e assuntos cívicos, trabalhou como presidente da Câmara de Comércio Inferior da Virgínia Ocidental (1949-1950). Foi o presidente do Partido Democrata na Virgínia Ocidental de 1956 a 1962. Nessa época Smith co-fundou a Estação de Esqui Bald Knob, o antecessor da Estação de Esqui Winterplace. Foi eleito governador em 1964 e trabalhou por um mandato. Devido aos limites de mandato em vigor naquela época, não conseguiu concorrer a um segundo mandato em 1968. Após seu mandato como governador, Smith trabalhou como eleitor presidencial em 1992; também estava na lista de eleitores de George McGovern em 1972.
Em 1968, Smith reagiu ao bombardeio no ginásio do Colégio Estadual de Bluefield, oferecendo uma recompensa de 5.000 dólares por informações que levem à condenação dos culpados.
Smith morreu em Scottsdale, Arizona com 93 anos.